# علم الجينوم البنيوي

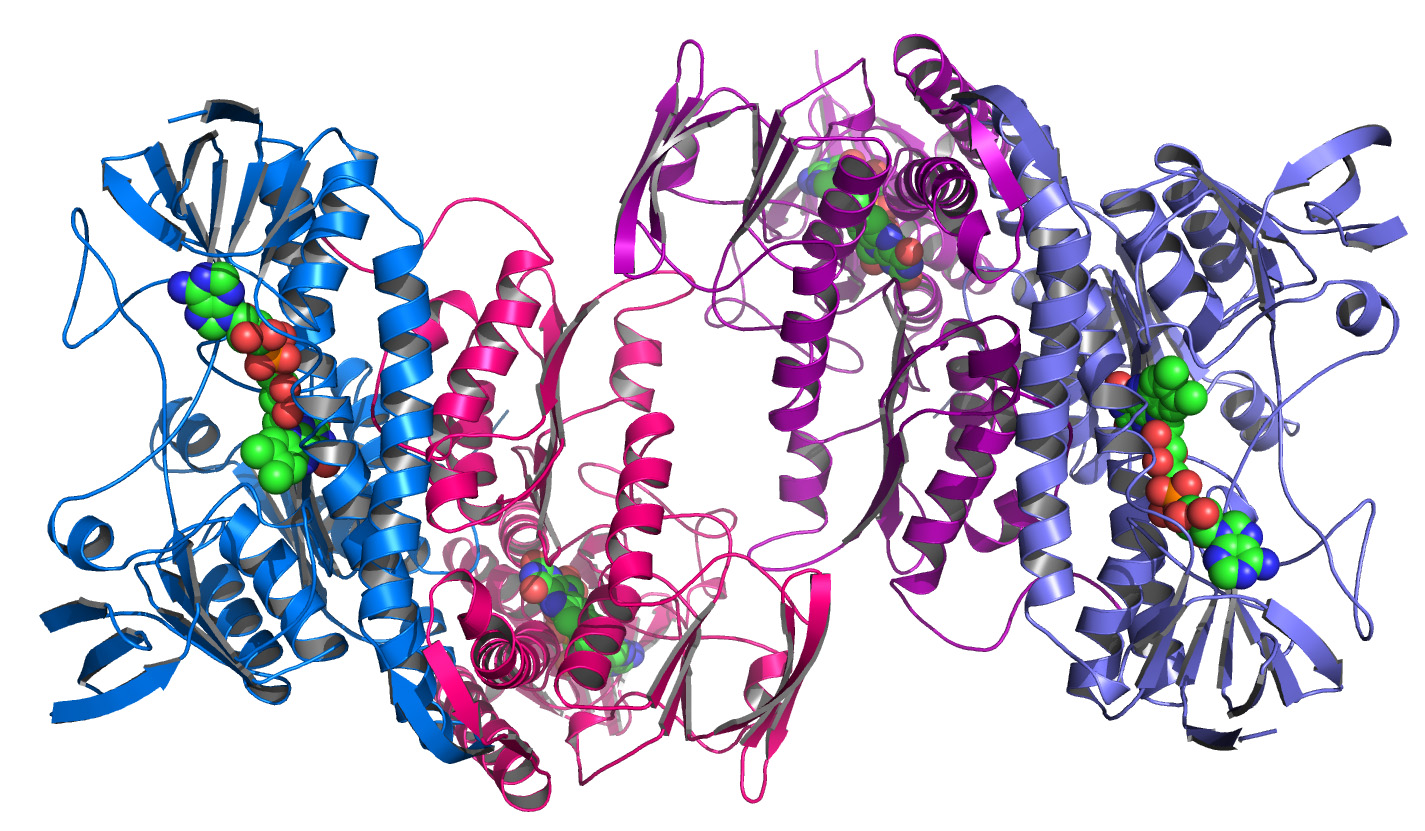

علم الجينوم البنيوي (بالإنجليزية: Structural Genomics)‏ هو العلم الذي يبحث في تحديد الهياكل ثلاثية الأبعاد لعدد كبير من البروتينات باستخدام الطريقة التجريبية أو المحاكاة الحاسوبية.